# Climatempo
Climatempo é uma empresa brasileira que oferece serviços de Meteorologia, sediada na Vila Mariana, em São Paulo, SP.
O embrião do que viria a ser o Climatempo surgiu na década de 1980 pelos meteorologistas Carlos Magno e Ana Lúcia Frony, recém-chegados do Rio de Janeiro. A empresa, criada em 1988 no bairro da Aclimação, com um capital de cerca de dez mil dólares, em 2013, 25 anos após, já possuía uma previsão anual de faturamento na casa de dezessete milhões de reais.

## Serviços
O Climatempo gerou diversos serviços, tais como um portal de internet, um aplicativo para smartphones e tablets, além da TV Climatempo. 
Em 18 de fevereiro de 2019, a empresa foi comprada em 51% pela norueguesa StormGeo, além de comprar 30% da TV Climatempo.
Em 29 de março de 2021, o Grupo Climatempo e a Somar Meteorologia assinaram uma parceria estratégica na qual a Climatempo adquiriu 100% da Somar.
Em 07 de março de 2023, a StormGeo adquiriu uma nova participação no valor de 38.66% do Grupo Climatempo, totalizando 89.66%.

### TV Climatempo
A TV Climatempo foi um canal de TV por assinatura que teve como objetivo mostrar aos espectadores o tempo no Brasil, passando boletins de hora em hora apresentados por Maria Clara Machado e Luiz Henrique Casoni. Passava previsão para mais de cem cidades e além disso, passava também a previsão de cinco dias para as capitais. E as informações da sua cidade embaixo da tela, que era sempre atualizadas, informaram o que está acontecendo em sua e outras cidades, como por exemplo, se a umidade do ar está baixa. Também havia informações interativas e customizáveis.
O canal era nacionalmente conhecido por ser distribuído pela Sky, após a classificação da Ancine para canal "superbrasileiro" ele foi incluído no pacote básico da operadora, dias após a mesma agência reguladora revogou a classificação fazendo com que o canal parasse de ser distribuído pela operadora em 13 de janeiro de 2013. Em 1.° de janeiro de 2016, a TV Climatempo voltou para a Sky, no canal 106 (atualmente no canal 170).
A TV Climatempo começa 2016 chegando a nove milhões de lares. O canal acaba de fechar sua entrada nos line-ups da Sky e da Vivo, que juntas somam quase sete milhões de assinantes. O canal também renovou seu contrato com a GVT (hoje Vivo) e a Oi. O canal estava fora da Sky desde 2013, após doze anos sendo carregado pela operadora. O canal ficou disponível nos pacotes básicos de programação. Em 2019, a TV Climatempo passou a se chamar Climatempo Bio, investindo na exibição de programas voltados à sustentabilidade, meio ambiente e qualidade de vida. 
Em 23 de setembro de 2023 o Climatempo Bio encerrou suas atividades e foi substituído pelo novo canal C3 TV nas operadoras onde o Climatempo Bio era transmitido. O C3 TV é idealizado pelos fundadores da Climatempo Carlos Magno e Ana Lúcia Frony. O C3 TV tem em sua programação as informações e notícias sobre o tempo e transmite programas e documentários dedicados exclusivamente as mudanças climáticas. 